# دانيال رينكون
دانيال رينكون (بالإسبانية: Daniel Rincón)‏ هو دراج كولومبي، ولد في 4 ديسمبر 1975 في Duitama ‏ في كولومبيا.

## وصلات خارجية
- دانييل رينكيون على موقع أرشيف الدراجات (الإنجليزية)
- دانييل رينكيون على موقع إحصائيات الدراجات الإحترافية (الإنجليزية)